# 第1次佐藤内閣 (第2次改造)
第1次佐藤第2次改造内閣（だいいちじさとうだいにじかいぞうないかく）は、佐藤栄作が第61代内閣総理大臣に任命され、1966年（昭和41年）8月1日から同年12月3日まで続いた日本の内閣。
前の第1次佐藤第1次改造内閣の改造内閣である。

## 閣僚
| 職名                                                              | 氏名         | 氏名 | 出身等                       | 特命事項等                                          | 備考                                       |
| ----------------------------------------------------------------- | ------------ | ---- | ---------------------------- | --------------------------------------------------- | ------------------------------------------ |
| 内閣総理大臣                                                      | 佐藤栄作     |      | 衆議院 自由民主党 （佐藤派） |                                                     | 自由民主党総裁 留任                        |
| 法務大臣                                                          | 石井光次郎   |      | 衆議院 自由民主党 （石井派） |                                                     | 留任                                       |
| 外務大臣                                                          | 椎名悦三郎   |      | 衆議院 自由民主党 （川島派） |                                                     | 留任                                       |
| 大蔵大臣                                                          | 福田赳夫     |      | 衆議院 自由民主党 （福田派） |                                                     | 留任                                       |
| 文部大臣 科学技術庁長官                                           | 有田喜一     |      | 衆議院 自由民主党 （福田派） | 原子力委員会委員長 国立国会図書館連絡調整委員会委員 | 初入閣                                     |
| 厚生大臣                                                          | 鈴木善幸     |      | 衆議院 自由民主党 （前尾派） |                                                     | 留任                                       |
| 農林大臣                                                          | 松野頼三     |      | 衆議院 自由民主党 （佐藤派） |                                                     | 横滑り                                     |
| 通商産業大臣                                                      | 三木武夫     |      | 衆議院 自由民主党 （三木派） |                                                     | 留任                                       |
| 運輸大臣                                                          | 荒舩清十郎   |      | 衆議院 自由民主党 （川島派） |                                                     | 初入閣 1966年（昭和41年）10月14日免        |
| 運輸大臣                                                          | 藤枝泉介     |      | 衆議院 自由民主党 （川島派） |                                                     | 1966年（昭和41年）10月14日任               |
| 郵政大臣                                                          | 新谷寅三郎   |      | 参議院 自由民主党 （石井派） |                                                     | 初入閣                                     |
| 労働大臣                                                          | 山手満男     |      | 衆議院 自由民主党 （三木派） |                                                     | 初入閣                                     |
| 建設大臣 近畿圏整備長官 中部圏開発整備長官 首都圏整備委員会委員長 | 橋本登美三郎 |      | 衆議院 自由民主党 （佐藤派） |                                                     | 横滑り                                     |
| 自治大臣 国家公安委員会委員長                                     | 塩見俊二     |      | 参議院 自由民主党 （前尾派） |                                                     | 初入閣                                     |
| 内閣官房長官                                                      | 愛知揆一     |      | 衆議院 自由民主党 （佐藤派） |                                                     |                                            |
| 総理府総務長官                                                    | 森清         |      | 衆議院 自由民主党 （森派）   |                                                     | 初入閣                                     |
| 行政管理庁長官                                                    | 田中茂穂     |      | 参議院 自由民主党 （無派閥） |                                                     | 初入閣                                     |
| 北海道開発庁長官                                                  | 前尾繁三郎   |      | 衆議院 自由民主党 （前尾派） |                                                     |                                            |
| 防衛庁長官                                                        | 上林山栄吉   |      | 衆議院 自由民主党 （佐藤派） |                                                     | 初入閣                                     |
| 経済企画庁長官                                                    | 藤山愛一郎   |      | 衆議院 自由民主党 （藤山派） |                                                     | 留任 1966年（昭和41年）11月4日免           |
| 経済企画庁長官                                                    | （佐藤栄作） |      | 衆議院 自由民主党 （佐藤派） | 事務取扱 （内閣総理大臣兼任）                       | 自由民主党総裁 1966年（昭和41年）11月4日任 |

## 内閣官房副長官・総理府総務副長官等
- 内閣法制局長官 - 高辻正己
- 内閣官房副長官（政務） - 木村俊夫（佐藤派）
- 内閣官房副長官（事務） - 石岡実
- 総理府総務副長官（政務） - 上村千一郎（中曽根派）：1966年（昭和41年）8月2日－
- 総理府総務副長官（事務） - 古屋亨：－1966年（昭和41年）11月22日／ 堀秀夫：1966年（昭和41年）11月24日－

## 政務次官
- 法務政務次官 - 井原岸高
- 外務政務次官 - 田中栄一
- 大蔵政務次官 - 小沢辰男、亀井光（参）
- 文部政務次官 - 谷川和穂
- 厚生政務次官 - 松山千恵子
- 農林政務次官 - 草野一郎平、温水三郎（参）
- 通商産業政務次官 - 宇野宗佑、金丸冨夫（参）
- 運輸政務次官 - 金丸信
- 郵政政務次官 - 田沢吉郎
- 労働政務次官 - 海部俊樹
- 建設政務次官 - 渋谷直蔵
- 自治政務次官 - 伊東隆治
- 行政管理政務次官 - 浦野幸男
- 北海道開発政務次官 - 木島義夫（参）
- 防衛政務次官 - 長谷川仁（参）
- 経済企画政務次官 - 金子一平
- 科学技術政務次官 - 始関伊平

なお、内閣改造に伴い、自民党役員改選が行われた。
- 副総裁 - 川島正次郎（川島派）
- 幹事長 - 田中角栄（佐藤派）
- 総務会長 - 福永健司（前尾派）
- 政務調査会長 - 水田三喜男（船田派）